# Брендель, Альфред
Альфред Брендель (нем. Alfred Brendel; 5 января 1931, Визмберк — 17 июня 2025, Лондон) — австрийский пианист, гражданин Великобритании.

## Биография
Родился в деревне Визмберк (сейчас Лоучна-над-Десноу) в Чехословакии.
Детство и отрочество Бренделя прошло в Загребе и затем в Граце, в конце Второй мировой войны он был отправлен на рытьё траншей и попал в больницу с обморожением. Всё это время он сочинял музыку, играл на фортепиано и рисовал — и является едва ли не единственным крупным пианистом XX века, не получившим систематического музыкального образования (Брендель посещал мастер-классы Эдвина Фишера и Эдуарда Штейермана, эпизодически занимался у Артура Михля и Пауля Баумгартнера и экстерном окончил Венскую академию музыки).
Первое выступление Бренделя состоялось в Граце, когда ему было 17 лет, и было полностью посвящено фуге, причём наряду с произведениями Баха, Брамса и Листа Брендель исполнил несколько своих сочинений. В дальнейшем, однако, Брендель полностью отказался от сочинительства. В 1949 году Брендель принял участие в конкурсе пианистов имени Ферруччо Бузони и получил 4-ю премию; в 1950 году он перебрался в Вену. К 1952 году относится первая запись Бренделя — Пятый фортепианный концерт Прокофьева. Вплоть до 1970-х годов Брендель много концертировал в Австрии, исполняя, главным образом, сонаты Бетховена, произведения Брамса, Листа, Шумана и Шуберта, однако международное признание пришло к Бренделю после лондонских выступлений середины 1970-х (первоначально с произведениями Бетховена); в Лондон Брендель и переселился. С Бетховеном были связаны и исторические циклы концертов Бренделя 1980-х—90-х годов, включая исполнение всех 32 сонат Бетховена в Карнеги-холле.
Альфред Брендель занимался с молодыми пианистами, выступал в ансамбле со своим сыном, виолончелистом Адрианом Бренделем, публиковал свои стихи. В 2002 году он был удостоен Премии Роберта Шумана за вклад в шумановский репертуар. В 2004 году Бренделю была присуждена Премия Эрнста Сименса — одна из наиболее престижных мировых музыкальных наград.
Альфред Брендель скончался у себя дома в Лондоне 17 июня 2025 года в возрасте 94 лет.

## Репертуар
В репертуаре Бренделя преобладает австрийская и немецкая классика. К музыке XX века Брендель обращается сравнительно редко, хотя фортепианный концерт Арнольда Шёнберга относится к числу наиболее важных его работ. Творческое кредо Бренделя вытекает из его заявления: «Я несу ответственность перед композитором, а особенно перед произведением,» — позицию Бренделя часто описывают как позицию музыканта-аналитика.

## Признание и награды
- почётный рыцарь-командор ордена Британской империи (KBE, 1989)
- Премия Леони Соннинг (Дания, 2002)
- Премия Эрнста фон Сименса (2004)
- Императорская премия (Япония) (2009)

Введён в Зал славы журнала Gramophone.